# Ismaël d'Oukbara
Ne doit pas être confondu avec Meshwi d'Oukbara.
Ismaël d'Oukbara (hébreu : ישמעל מאקברה Ishmaël mèOukbara, Okbara ou Akbara) est un prétendant juif à la messianité et hérésiarque irakien, fondateur de la secte juive des Akbarites, ayant vécu à l'ère des Gueonim, sous le règne du calife Al-Muʿtas̩im (833 - 842).

## Éléments biographiques
La vie d'Ismaël d'Oukbara n'est connue que par le livre de Yaaqov Al-Qirqissani, un hérésiologue et historien karaïte de la première moitié du Xe siècle, qui fournit davantage de détails sur ses principes théologiques.
Il a vécu à Oukbara, à dix parasanges de Bagdad, et aurait été particulièrement vaniteux, ordonnant que les mots « Char et cavalerie d'Israël » soient gravés sur sa pierre tombale.

## Rites et doctrines
En ce qui concerne les principes et opinions d'Ismaël et de ses partisans, celles qui s'éloignaient de la doctrine rabbinique, n'ont pour la plupart pas été conservées : Yaakov al-Qirqissani accorde en effet plus d'importance à l'opposition manifestée par Ismaël contre les interprétations d'Anan ben David, fondateur du karaïsme (ou, au moins, de l'un de ses premiers courants connus), qu'il qualifiait de « stupides » et « idiotes? » Ses propres idées sont à leur tout considérées par Kirkissani comme émanant d'un fou, peut-être parce qu'Ismaël se disait précurseur du Messie. 
D'autres pratiques encore prouvent que, bien que détaché du judaïsme rabbinique, Ismaël d'Oukbara ne peut, comme le pensait Abraham Harkavy, être rangé parmi les Karaïtes.

### Critique du texte massorétique
Ismaël n'hésite pas à expliquer les difficultés du texte massorétique par la corruption de celui-ci, contrairement aux Karaïtes qui, en accord sur ce point avec les Rabbanites, le considèrent comme le Textus receptus. 
Parmi les changements proposés par Ismaël :
- les mots « Viens, allons au champ » devraient être ajoutés à Genèse 4:8 (« et Caïn parla à son frère Abel ») ;
- en Genèse 46:15 (« total de ses fils et de ses filles, trente trois »), le texte originel supposé devait indiquer trente-deux ;
- en Exode 16:35 (« Les enfants d'Israël mangèrent de la manne quarante ans, jusqu'à leur arrivée en pays habité ») et 20:18 (« Vous avez vu, vous-mêmes, que du haut des cieux je vous ai parlé »), le texte originel supposé parlait au futur et non au passé (en arguant probablement que cela n'aurait pas pu être écrit par Moïse autrement).

Comme ces amendements au texte massorétique se retrouvent pour la plupart, sous une forme légèrement différente, dans la Torah samaritaine, Kirkissani, et à sa suite Juda Hadassi, ont estimé qu'Ismaël les leur avait empruntés, mais ne les avait pas cités exactement. Cependant, il n'est pas certain que les Samaritains se soient trouvés en Irak à cette époque, ni qu'Ismaël ait eu accès à leurs textes.
Ismaël tend en outre à délaisser le qeri pour le ketiv, ce que critique également Kirkissani.

### Fixation du calendrier
Ismaël, comme de nombreux sectaires, ne reconnaît pas le calendrier hébraïque en vigueur : il insiste pour faire débuter le mois lors de la conjonction du soleil et de la lune (en fait, une heure plus tard, lorsque la lune commence à s'éloigner du soleil), et ne permet de commencer les prières (et offrandes, mais elles ne sont plus en application, en l'absence d'un Temple construit) pour la célébration de la néoménie qu'à ce moment, même si le soleil est sur le point de se coucher.

### Assouplissements de la Loi juive
Contrairement à de nombreux opposants au judaïsme rabbinique, en particulier les Karaïtes, Ismaël n'entend pas multiplier les observances austères et ascétiques, assouplissant au contraire la Loi en de nombreux points : 
- il autorise de consommer le chabbat de la nourriture préparée par des Gentils, de fruits qu'ils ont cueillis, etc.
- il exonère les propriétaires d'une maison de bain ou d'un bateau de commerce de partager leurs bénéfices avec les pauvres au septième et au cinquantième jour (cette coutume avait été instituée en souvenir des dîmes sur les fruits de la septième et de la cinquantième année)

Par ailleurs, s'il semble rejoindre les contestataires en interdisant la consommation de viande (mais pas de vin), son argument est différent. Il ne s'agit en effet pas d'une coutume de deuil, mais des conséquences de sa lecture de Deutéronome 12:20-27 : la consommation de viande n'est permise que dans le cadre de l'apport d'offrandes au Temple, et celles-ci ont cessé.

## Postérité
On ne connaît ni le nombre d'adhérents à la secte des Akbarites, ni la période précise pendant laquelle elle a prospéré, mais il est certain qu'elle n'existait déjà plus au temps de Kirkissani. Un disciple d'Ismaël, Moussa de Tiflis, fondera la secte des Tiflissites.

## Source
Cet article contient des extraits de l'article « ISHMAEL OF AKBARA » par Kaufmann Kohler & Samuel Poznanski de la Jewish Encyclopedia de 1901–1906 dont le contenu se trouve dans le domaine public.